# Colégio Vasco da Gama
O Colégio Vasco da Gama é uma instituição de ensino fundamental e médio brasileira, pertencente ao Club de Regatas Vasco da Gama, que fica localizada dentro do Complexo Esportivo de São Januário, no bairro Vasco da Gama, cidade do Rio de Janeiro.
Inaugurada no dia 08 de março de 2004, a escola ganhou notoriedade por ser a primeira fundada e mantida por um clube esportivo no Brasil.
Situada entre o campo anexo e a Capela de Nossa Senhora das Vitórias, foi idealizada na gestão do presidente Eurico Miranda em uma iniciativa que buscava solucionar as dificuldades vivenciais por atletas da base cruzmaltina de conciliar o esporte com os estudos, garantindo assiduidade às aulas. Para isso, atende de forma gratuita aos jovens atletas do clube e às comunidades do entorno nos ensinos fundamental e médio, adotando uma metodologia com calendários especiais para treinos, competições e viagens.
Além disso, o colégio oferece também oficinas culturais, elaboradas pelo departamento de História e Responsabilidade Social do clube, com enfoque na formação cidadã dos alunos-atletas, e cursos pré-vestibular populares, voltados a moradores da comunidade Barreira do Vasco.
Ao longo do ano de 2020, por meio de arrecadação popular e parceria com a empresa Fattoria do sócio Marcelo Borges, o centro educacional passou por vasta remodelação, sendo ampliado e contando com salas climatizadas, refeitório, espaço psicossocial e sala de multimídia. Em janeiro de 2024, foi inaugurado um novo espaço: o anfiteatro Clementina de Jesus, que homenageia a cantora vascaína expoente do samba.
Atletas revelados pela base cruzmaltina como Philippe Coutinho, Alex Teixeira, Alan Kardec, Souza, Talles Magno e Paulinho estudaram no colégio e hoje dão nome a salas de aula, em forma de homenagem e inspiração aos alunos.
Alunos notáveis
- Philippe Coutinho
- Alex Teixeira
- Alan Kardec
- Souza
- Talles Magno
- Paulinho
- Andrey Santos
- Marlon Gomes